# Proaphelinoides australis
Proaphelinoides australis is een vliesvleugelig insect uit de familie Aphelinidae. De wetenschappelijke naam is voor het eerst geldig gepubliceerd in 1922 door Girault.